# Paracheilinus togeanensis
Paracheilinus togeanensis es una especie de peces de la familia Labridae en el orden de los Perciformes.

## Hábitat
Es una especie  de mar y de clima tropical.

## Distribución geográfica
Se encuentran en Indonesia.